# Copa de Escocia Femenina
La Scottish Women's Football Scottish Cup, (en español: Copa de Escocia de fútbol femenino escocesa) llamada por motivos de patrocinio SSE Scottish Women's Cup, es una competición a nivel nacional de fútbol femenino de eliminación directa en Escocia. Es propiedad y dirigida por la Scottish Women’s Football Association (SWF) Asociación Escocesa de Fútbol Femenino), ente afiliado a la Asociación Escocesa de Fútbol, y en esta compiten los clubes afiliados a la SWF. Su primera edición fue en 1971. 
El Glasgow City y el Hibernian son los clubes que más veces han ganado la competición, con 8 títulos cada uno.

## Formato
La competición consiste en una ronda preliminar de seis fechas. Los 20 veinte equipos de la Scottish Women's Premier League entran en la segunda ronda. Todos los enfrentamientos son de solo un encuentro.

## Palmarés
ref
| Temporada | Campeón                                     | Subcampeón                                  | Resultado                                   |
| --------- | ------------------------------------------- | ------------------------------------------- | ------------------------------------------- |
| 1970/71   | Stewarton Thistle                           | Aberdeen Prima Donnas                       | 4–2                                         |
| 1971/72   | Edinburgh Dynamos                           | Cambuslang Hooverettes                      | 5–3                                         |
| 1972/73   | Westthorn United                            | Edinburgh Dynamos                           | 7–3                                         |
| 1973/74   | Motherwell                                  | Westthorn United                            | 1–0                                         |
| 1974/75   | Desconocido                                 | Desconocido                                 |                                             |
| 1975/76   | Desconocido                                 | Dundee Strikers                             |                                             |
| 1976/77   | Desconocido                                 | Dundee Strikers                             |                                             |
| 1977/78   | Dundee Strikers                             | Whitehill                                   | 9–3                                         |
| 1978/79   | Desconocido                                 | Desconocido                                 |                                             |
| 1979/80   | Motherwell                                  | Desconocido                                 |                                             |
| 1980/81   | Motherwell                                  | Edinburgh Dynamos                           | 2–0                                         |
| 1981/82   | Desconocido                                 | Desconocido                                 |                                             |
| 1982/83   | Whitehill                                   | Desconocido                                 |                                             |
| 1983/84   | Allanton Ladies                             | Whitehill Ladies                            |                                             |
| 1984/85   | Wishaw Ladies                               | Edinburgh Dynamos                           | 4–3                                         |
| 1985/86   | Inveralmond Thistle                         | Desconocido                                 |                                             |
| 1986/87   | Inveralmond Thistle                         | Desconocido                                 |                                             |
| 1987/88   | Desconocido                                 | Desconocido                                 |                                             |
| 1988/89   | Desconocido                                 | Desconocido                                 |                                             |
| 1989/90   | Desconocido                                 | Desconocido                                 |                                             |
| 1990/91   | Cumbernauld United                          | Inveralmond Thistle                         | 4–1                                         |
| 1991/92   | Desconocido                                 | Desconocido                                 |                                             |
| 1992/93   | Hutchison Vale                              | Desconocido                                 |                                             |
| 1994      | Hutchison Vale                              | Cumbernauld United                          |                                             |
| 1995      | Cove Rangers                                | Cumbernauld United                          |                                             |
| 1996      | Cove Rangers                                | Aberdeen                                    | 5–1                                         |
| 1997      | Cove Rangers                                | Ayr United                                  | 5–4                                         |
| 1998      | Cumbernauld United                          | Giulianos                                   | 3–1                                         |
| 1999      | Cumbernauld United                          | Ayr United                                  | 1–0                                         |
| 2000      | Stenhousemuir                               | Clyde                                       | 9–0                                         |
| 2001      | FC Kilmarnock                               | Ayr United                                  | 3–3 (t.e.) (3-2 pen.)                       |
| 2002      | FC Kilmarnock                               | Glasgow City                                | 5–0                                         |
| 2003      | Hibernian                                   | FC Kilmarnock                               | 2–2 (t.e.) (5–4 pen.)                       |
| 2004      | Glasgow City                                | Queen's Park                                | 3–0                                         |
| 2005      | Hibernian                                   | Cove Rangers                                | 8–0                                         |
| 2006      | Glasgow City                                | Aberdeen                                    | 5–1                                         |
| 2007      | Hibernian                                   | Glasgow City                                | 5–1                                         |
| 2008      | Hibernian                                   | Celtic                                      | 3–1 (t.e.)                                  |
| 2009      | Glasgow City                                | Rangers                                     | 5–0                                         |
| 2010      | Hibernian                                   | Rangers                                     | 2–1                                         |
| 2011      | Glasgow City                                | Hibernian                                   | 3–0                                         |
| 2012      | Glasgow City                                | Forfar Farmington                           | 1–0                                         |
| 2013      | Glasgow City                                | Hibernian                                   | 1–0                                         |
| 2014      | Glasgow City                                | Spartans                                    | 5–0                                         |
| 2015      | Glasgow City                                | Hibernian                                   | 3–0                                         |
| 2016      | Hibernian                                   | Glasgow City                                | 1–1 (t.e.) (6–5 pen.)                       |
| 2017      | Hibernian                                   | Glasgow City                                | 3–0                                         |
| 2018      | Hibernian                                   | Motherwell                                  | 8–0                                         |
| 2019      | Glasgow City                                | Hibernian                                   | 4–3                                         |
| 2020      | Cancelado debido a la pandemia por COVID-19 | Cancelado debido a la pandemia por COVID-19 | Cancelado debido a la pandemia por COVID-19 |
| 2020-21   | Cancelado debido a la pandemia por COVID-19 | Cancelado debido a la pandemia por COVID-19 | Cancelado debido a la pandemia por COVID-19 |
| 2021-22   | Celtic                                      | Glasgow City                                | 3–2 (t.e.)                                  |